# Jako
Společnost JAKO se sídlem v Hollenbachu, okrese Mulfingen v Bádensku-Württembersku, je německým výrobcem týmového sportovního oblečení. Společnost je pojmenována podle umístění zakladatelského místa mezi řekami JAgst a KOcher.

## Historie

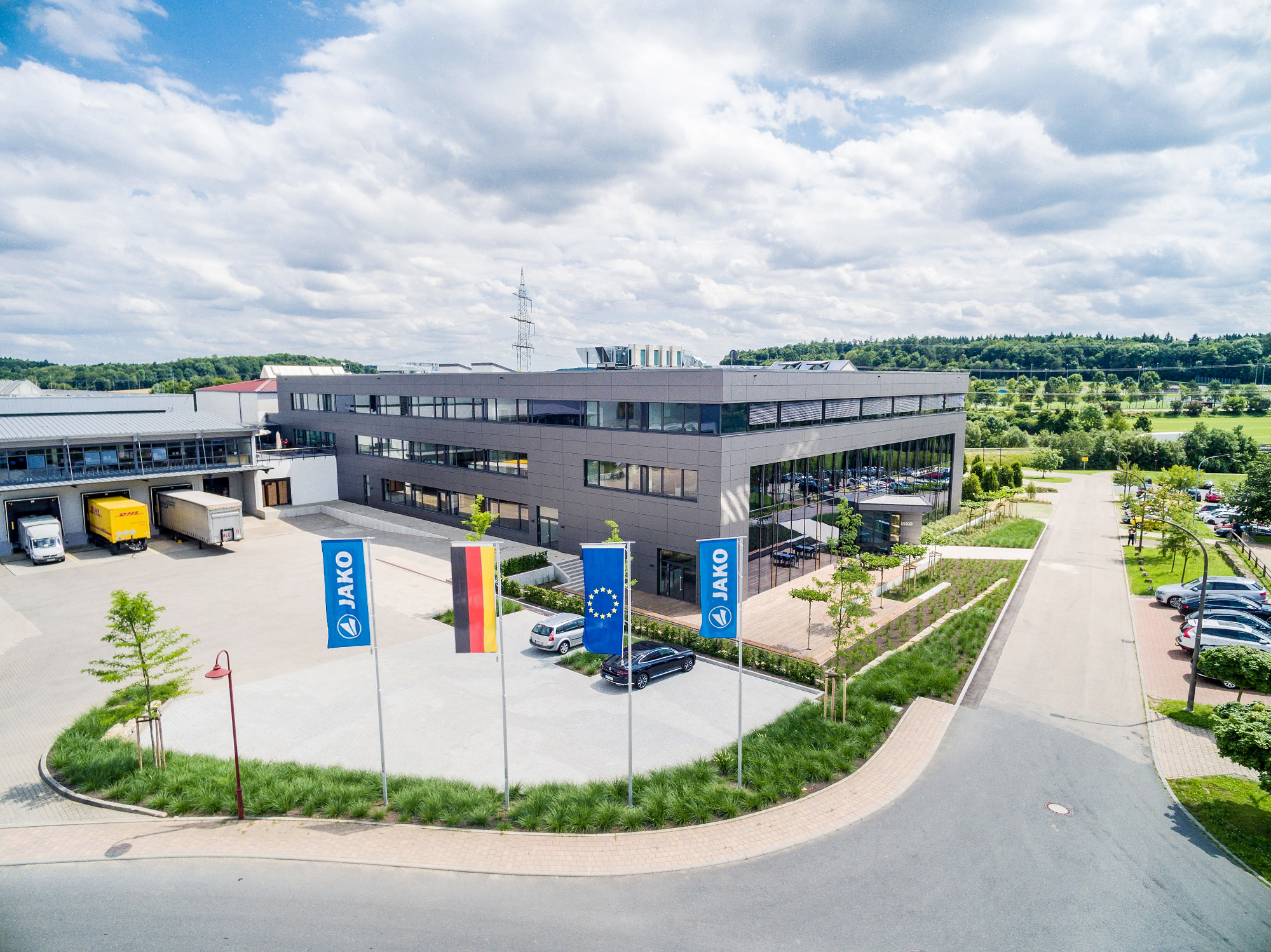
Sídlo společnosti JAKO v Hollenbachu

Společnost JAKO byla založena 1. listopadu 1989 Rudi Sprügelem v garáži ve Stachenhausenu. Cílem firmy bylo vybavit všechny fotbalové kluby mezi řekami Jagst a Kocher. Sprügel pracoval ve sportovním obchodě a všiml si nedostatku služeb a dlouhých dodacích lhůt větších značek. Zahájení činnosti firmy JAKO výrazně překročilo očekávání Sprügela. V prvním roce své společnosti překročil plánovaný obrat o 300%. Poté následovaly další roky silného růstu. V roce 1994 již společnost měla desítky milionů zákazníků. V desátém roce fungování společnosti JAKO oznámilo první velký úspěch v oblasti sponzoringu: SC Freiburg se stal prvním klubem sponzorovaným touto značkou v nejvyšší německé fotbalové lize. V roce 2014 se do produktů JAKO oblékalo více než 100 000 amatérských a profesionálních klubů napříč všemi sportovními odvětvími. Od roku 2008 má společnost JAKO modré logo se dvěma pruhy které symbolizují řeky Jagst a Kocher. V roce 2016 uzavřela společnost JAKO smlouvu o sponzoringu s Bayerem Leverkusen , špičkovým týmem Bundesligy a pravidelným účastníkem mezinárodních soutěží. Od sezóny 2019/20 obléká také tým VfB Stuttgart. 

## Historie v ČR
V roce 2003 začala společnost JAKO a.g úspěšně prodávat také na českém trhu. Za dobu působení na českém trhu oblékala mnoho významných sportovních klubů nejvyšších soutěží v ČR. V současné době zastupuje značku JAKO na českém trhu firma TEAMline s.r.o. 

## Sponzoring
JAKO je oficiálním dodavatelem dresů následujících fotbalových klubů:

### Fotbalové národní týmy

#### Evropa
- Severní Makedonie
- Moldavsko

#### Asie
- Sýrie
- Turkmenistán
- Uzbekistán
- Jemen

### Fotbalové kluby

#### Evropa
- SC Rheindorf Altach
- Royal Antwerp FC
- FC Hradec Králové
- MFK Chrudim
- FK Viagem Příbram
- Barnet FC
- Bayer 04 Leverkusen
- VfB Stuttgart
- Riga FC
- SC Heerenveen
- F91 Dudelange
- FC Rubin Kazan
- FK Anži Machačkala
- FC Nitra
- FC St. Gallen